# Zieleniewo, Hạt Choszczno
Zieleniewo [ʑɛlɛˈɲɛvɔ] (tiếng Đức: Sellnow) là một ngôi làng thuộc khu hành chính của Gmina Bierzwnik, thuộc quận Choszczno, West Pomeranian Voivodeship, ở phía tây bắc Ba Lan.
Nó nằm khoảng 8 kilômét (5 mi) phía bắc Bierzwnik, 20 km (12 mi) về phía đông nam Choszczno, và 81 km (50 mi) về phía đông nam của thủ đô khu vực Szczecin.

## Cư dân đáng chú ý
- Günter Lörke (sinh năm 1935), tay đua xe đạp người Đức